# 天目臭蛙
天目臭蛙（学名：Odorrana tianmuii），一种分布于中华人民共和国浙江、江苏和安徽等地区的两栖动物，隶属于蛙科臭蛙属。模式产地为浙江省天目山自然保护区。

## 形态特征
天目臭蛙雄蛙体长48～72毫米，雌蛙体长52～89毫米。皮肤光滑。身体背部颜色变异大，一般呈鲜绿色带有赤褐色斑点，或为褐色、棕色或深灰色具绿色斑纹；体侧为灰褐色、赤褐色或绿色，散有黑斑；四肢具不清晰的深褐黑或黑褐色横纹；身体腹面白色，有的个体咽喉及胸部有灰褐色斑纹。